# Авила, Франсиско де
Авила, Франсиско де (1573, Куско, Перу — 17 сентября 1647, Лима, Перу) — перуанский священник, собравший у местного населения (инки, кечуа, юнги, мочика) уникальные мифы в конце XVI — начале XVII веков в провинции Варочири, что неподалёку от Лимы. Автор «Рукописи Уарочири».

## Биография
Дат и место рождения неизвестны. Данных о его жизни тоже сохранилось очень мало.
Историк Дон Маркос Хименес де ла Эспада, занимаясь его произведениями, сказал: «Это человек, чья скромность подчеркивала его таланты и добродетели, ведь когда в 1610 году он предложил Его Величеству свои услуги в качестве священника кафедрального собора, в отличие от других претендентов, он выразился следующим образом: „Я — человек учёный, и я преподаю науки и ценю их; доктор канонического права этого университета, где я и получил ученую степень, я был строго принят и проверен, обучавшись всегда в крайней бедности и с помощью одного только Господа, кормившего меня, и более тринадцати лет я занимался в индейских церковных приходах, преподавая им и наставляя их в нашей святой католической вере. Я также подкидыш на этой земле, родители — дворяне и жители той земли, хотя и не известные мне; я пользуюсь привилегиями, по праву подкидышей, querum parentes ignorantur, и потому я человек умелый в любой профессии, в достоинствах и милосердии, а поскольку, по праву милости, дарованной Святым Клементом Восьмым таким подкидышам, и для большей предусмотрительности да изобилия, я имею особенное расположение ко всему, что будет необходимо. Хотя, как я понял, быть подкидышем, должно было помогать мне, но принесло мне больше вреда при руководстве этой церковью, при назначении меня на должность, если меня не переведут в хорошее место“».

## Рукописи
Его работы не были напечатаны, и тот же дон Маркос Хименес де ла Эспада владевший множеством его рукописей, называет их так:
- в 1608 году он составил, по крайней мере, начал составлять книгу, первая страница которой говорит: «Трактат и доклад о заблуждениях… Год 1608».
- «Доклад который я, Доктор Франсиско де Авила, пресвитер и т. д.», написанное в 1611 году.

Считается, что отец Авила не написал весь этот трактат полностью сам, а переводил, добавляя и иллюстрируя своими собственными наблюдениями первоначальный текст, собранный у людей, «живших в заблуждениях и обычаях перуанского язычества, прежде чем Бог просветил их», согласно эпиграфу.
Также Дон Маркос Хименес де ла Эспада упоминает другой доклад, написанный на кечуа, тщательно отобранный Авилой, и содержащим 31 главу, из которых три или четыре первых совпадают с такими же главами из его «Трактата и доклада о заблуждениях и ложных богах…», и что, это должен быть интересный и любопытный текст, судя по крохотной части, переведенной на испанский и английский язык. Наиболее полным изданием этой рукописи является немецкое издание Германа Тимборна 1967 года с двуязычным текстом: на кечуа и на немецком.

## Деятельность
Франсиско де Авила отличился благодаря своему знанию и добродетели, за что архиепископ Санто Торибио назначил его священником и викарием прихода Сан Дамиан, а затем он получил должность в городе Гуануко.
В течение своей долгой жизни он не прекращал с усердием учить индейцев, и, как думает историк Мендибуру, было бы невозможно найти другого такого церковнослужителя, который бы проповедовал больше и так долго без всякого перерыва этим занимался, и считается, что часто он это делал даже за троих в один и тот же день. Для него настолько было важно проводить проповеди, чтобы добиться уменьшения язычников, что перед смертью он даже составил завещание на тысячу песо ренты, оставленное судьям церковного суда архиепископства Лимы, с тем обязательством, чтобы во все праздники у дверей кафедрального собора индейцам проводилась проповедь на языке кечуа, как он усердно практиковал сам.
Франсиско де Авила был также назван архиепископом Вильягомесом «ревизором, назначенным против идолопоклонничества индейцев», и, похоже, действовал он вместе с отцом Фернандо Авенданьо. Сам он говорил об этом направлении своей деятельности следующее: «Я, сам собственноручно уничтожил свыше 30 тыс. идолов и сжег свыше 3 тыс. мумий, которым поклонялись
индейцы». 
Умер отец Авила в Лиме 17 сентября 1647, и память о нём высоко почиталась прежде всего среди индейцев, с которыми он был крепко связан.
Долгое время (более двух с половиной столетий) работы этого священника не были даже напечатаны, ведь с полной уверенностью можно сказать, что они содержат достоверный материал по этнографии жителей Перу, поскольку отражают душу и чувства родного ему народа.

## Произведения
1601, 14.5. Información de … que pretende una prebenda en las Iglesias de estos Reinos. Los Reyes, 14/Mayo/1601. Ms. Archivo de Indias, Sec.V, Aud. Lima, 71—1—32 (Vargas Ugarte, Bd.II, S.175)
1607 Ynformacion de vita et moribus del dotorШаблон:Typo help inline Francisco de Avila, fecha el año de 1607. (Puhl, von H.Urteaga in der Rev. d. Archivo Nac. d. Perú, Bd.IX, Lima 1936, SS. 177 bis 209)
1607—1615 Información de servicios. Ms. Archivo de Indias, Sec.V, Aud.Lima, 326 (Vargas Ugarte, Bd.V, S.93)
1608 Runa yndio ñiscap Machoncuna usw. Ketschua-Ms. der Biblioteca Nac. de Madrid, 3169, fols. 64ff. (Publ. von Trimborn 1939, Galante 1942; büdet den Gegenstand dieses Buches)
1608 Tratado / y relación de los errores, falsos dio/ses y otras supersticiones y ritos dia/bólicos en que vivían antiguamente los /Indios de las provincias de Huara/Cheri, Mama y Chacha y oy / también viven engañados con gran perdición de sus almas. — Recogido por el Dotor Francisco de Avila presby/tero cura de la dotrina de la di/cha provincia de Huaracheri y vicario de las tres arri/ba dichas, de personas fidedignas y que con particular / diligencia procuraron la verdad de todo, y aun antes que Dios les alumbrasse uiuieron en los dichos errores y exercitaron sus ceremonias. Es materia gustosa y muy digna de ser sabida, para que se aduirta la grande ceguedad en que andan las almas que no tienen lumbre de fee, ni la quieren admitir en sus entendimientos. / No se refiere al presente mas que la histo/ria. Será N°. Sr. servido que el dicho Dotor / la ilustre y adorne con declaraciones y notas / que serán agradables, si Dios le diere vida. / Año de 1608. Ms. der Biblioteca Nac. de Madrid, 3169, fols. 115ff. (Publ. by Cl. R. Markham, Works Hakluyt Society, Bd. XLVIII, London 1873; CA.Romero in Col. d. libros y doc. ref. a la Hist. d. Perú, Bd. XI, Lima 1918)
1610 Oratio / habita in Ecclesia / cathedrali Limensi ad Domi-/num Bartholomaeum Lupum Guerrerum Archiepisco/pum eiusdem Ciuitatis, totius Regni Peruani Metropo/litanum, regium; Consüiarium &c … Limae, Apud Franciscum a Canto. / Anno 1610 Befindet sich nach Medina (S.116) im Umfange von 12 fols. und in Oktav in der Bibliothek des Harvard College.
1610,30.4. Carta a S.M. Los Reyes, 30/Abril/1610. Ms. Archivo de Indias, See. V, Aud. Lima, 71—3—33 (Vargas Ugarte, Bd.II, S.179)
1610, 11.11. Ms. Harkness Collection, f. 930. Los Reyes, ll/Nov./1610.
1611 Relación que yo el Dotor Francisco de Auila, cura y beneficiado de la ciudad de Guánuco, hice por mandado del Sr. Arzob. de los Reyes, acerca de los pueblos de Indios de este arzobispado, donde se había descubierto la idolatría y hallado gran cantidad.